# Páli (Hungria)
Páli é um município da Hungria, situado no condado de Győr-Moson-Sopron. Tem 19,58 km² de área e sua população em 2015 foi estimada em 418 habitantes.